# رؤیاهای باربی
«رویاهای باربی» (به انگلیسی: Barbie Dreams) تک‌آهنگی از خواننده رپ اهل ترینیداد و توباگو نیکی میناژ است. ترانه در ۱۴ اوت ۲۰۱۸ به‌عنوان پنجمین تک‌آهنگ آلبوم منتشر شد.